# Smilax trinervula
Smilax trinervula là một loài thực vật có hoa trong họ Smilacaceae. Loài này được Miq. miêu tả khoa học đầu tiên năm 1868.